# Comitatul Simpson, Mississippi
Simpson County este un comitat situat în statul american Mississippi. În anul 2000, conform datelor culese de United States Census Bureau, comitatul avea o populație de 27.503 locuitori. Reședința comitatului este orașul Mendenhall.

## Geografie
Conform Census 2000, comitatul avea o suprafață totală de 1.528,81 km² (sau 590.53 sqmi), dintre care 1.524,12 km2 (ori 588.71 sqmi, sau 99,69 %) reprezintă uscat și restul de 4,79 km2 (sau 1,82 sqmi, ori 0,31 %) este apă.

## Localități
| Orașe (Cities) | Localități neîncorporate (Unincorporated communities) |

Cantoane / Districte (Townships)
|  |  |  |

## Demografie
|  | Graficele sunt indisponibile din cauza unor probleme tehnice. Mai multe informații se găsesc la Phabricator și la wiki-ul MediaWiki. |

Date: Wikidata - grafică realizată de Wikipedia